# 约瑟普·普里莫日奇
约瑟普·普里莫日奇（1900年2月7日—1985年8月18日），斯洛文尼亚男子体操运动员。他曾代表南斯拉夫参加1924年、1928年和1936年夏季奥林匹克运动会体操比赛，获得一枚银牌和一枚铜牌。